# 문자 언어

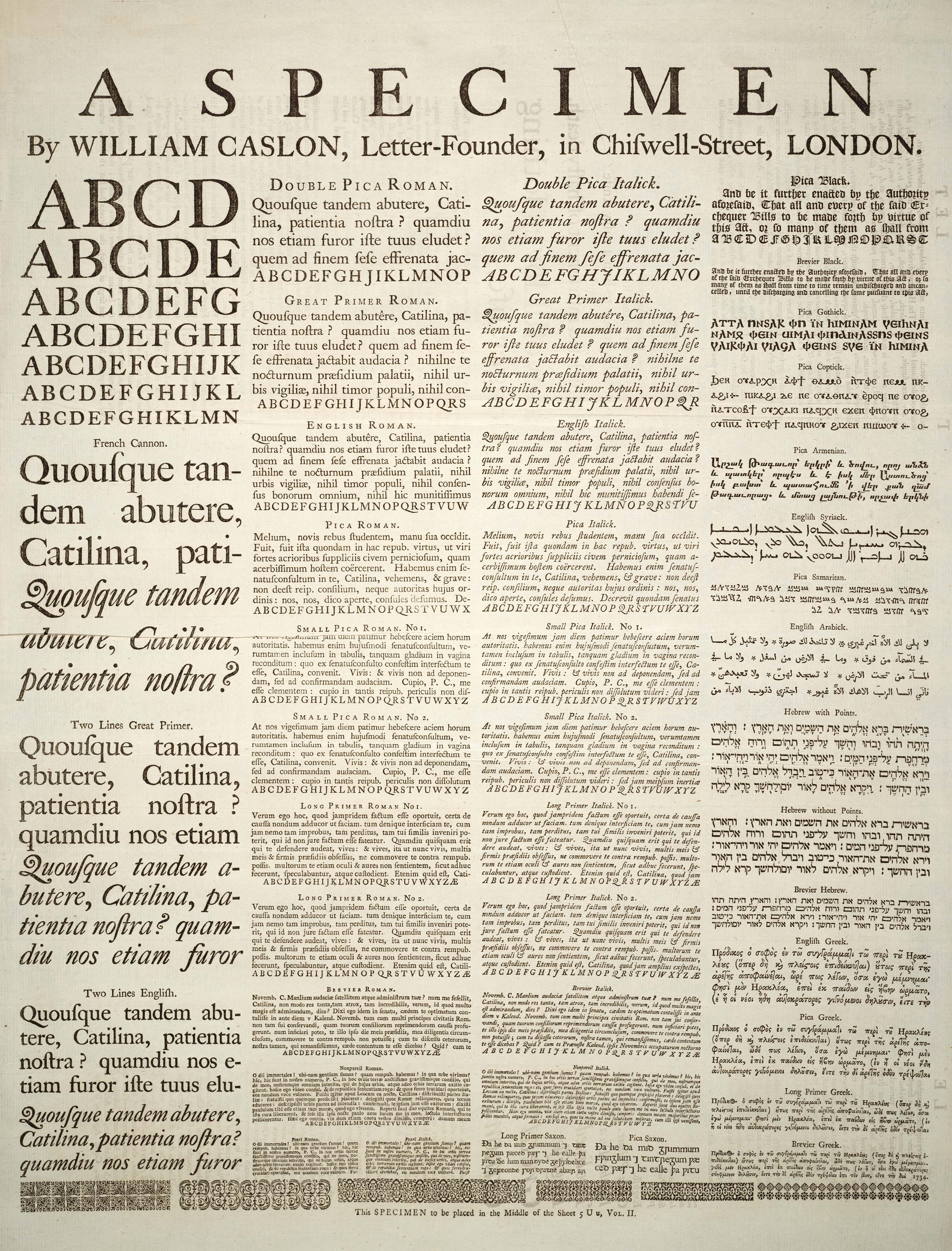

문자 언어(文字言語, 영어: written language)는 쓰기를 통해 나타낸 언어를 말한다. 음성을 통해 나타내는 음성 언어, 손짓을 통해 나타내는 수화와 함께 언어의 대표적인 3가지 양상 중 하나이다. 문자의 기본 요소인 자소를 통해 음소, 음절, 형태소, 단어 등 언어의 구성 요소를 나타내는 방식으로 이루어진다. 특히 문자 언어는 기록을 통해 시간과 공간을 초월하여 정보를 보존할 수 있다는 데 고유한 가치가 있다. 정자법은 특정한 문자 언어의 규범을 결정한다. 역사적으로 문자 언어의 개발과 사용은 인간 사회의 발전과 밀접한 관련을 맺어 왔다.

## 같이 보기
- 문자
- 문어 (언어)
- 음성 언어
- 릭스몰